# Rathlin Castle
Rathlin Castle (irisch Caisleán Reachlainn, auch Bruce’s Castle) ist eine Burgruine auf der Insel Rathlin vor der Küste des nordirischen County Antrim.

## Geschichte
Im Jahre 1306 zog sich König Robert I. von Schottland für den Winter auf Rathlin Castle zurück, nachdem er in der Schlacht bei Methven von Sir Aymer de Valence und in der Schlacht bei Dalrigh von Alexander of Argyll besiegt worden war. Mit ihm kam nur eine kleine Gruppe seiner getreuesten Männer, z. B. James Douglas, Lord of Douglas, die Bruce-Brüder Thomas, Alexander und Edward, Sir Neil Campbell und Malcolm, 5. Earl of Lennox. Sie wurden von den Besitzern der Insel und der Burg, der schottisch-irischen Familie Bissett, Herren der Glens of Antrim, willkommen geheißen. Den Bissetts wurde später vom englischen König deswegen das Eigentum an der Insel aberkannt.
Im Juli 1575 griffen englische Streitkräfte unter der Führung von Sir Francis Drake und John Norreys die Burg mit Kanonen an, und als sich die Garnison von einigen MacDonnells of Antrim ergab, töteten sie die Verteidiger mit Ausnahme einiger Gefangener und der Bewohner der Insel. Der Vorfall wurde als Rathlin-Massaker bekannt. Die Hauptarmee der MacDonnells of Antrim, die unter der Führung von Somhairle Buidhe Mac Domhnaill (Sorley Boy MacDonnell) in Ballycastle stationiert war, wurde Zeuge der Vorgänge auf Rathlin, wo die Familien und Wertsachen in Sicherheit gebracht worden waren. Mac Domhnaill führte seine Armee in einem erfolgreichen Vergeltungsangriff auf Carrickfergus, von wo aus der Angriff auf Rathlin gestartet war.